# Uzakkışla, Kaynarca
Uzakkışla là một xã thuộc huyện Kaynarca, tỉnh Sakarya, Thổ Nhĩ Kỳ. Dân số thời điểm năm 2008 là 256 người.